# 国道205号

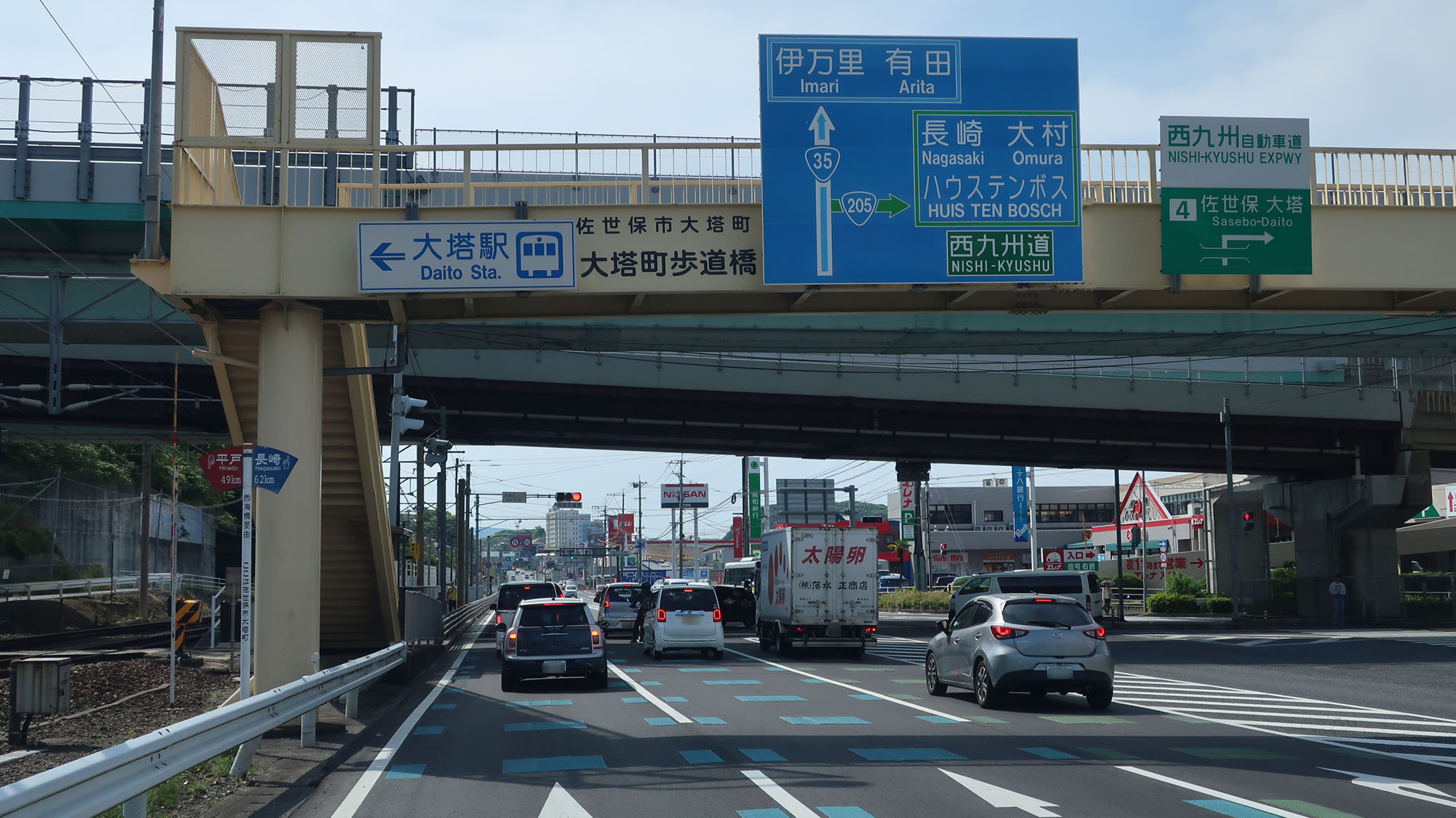
国道205号 起点
長崎県佐世保市
大塔I.C入口交差点

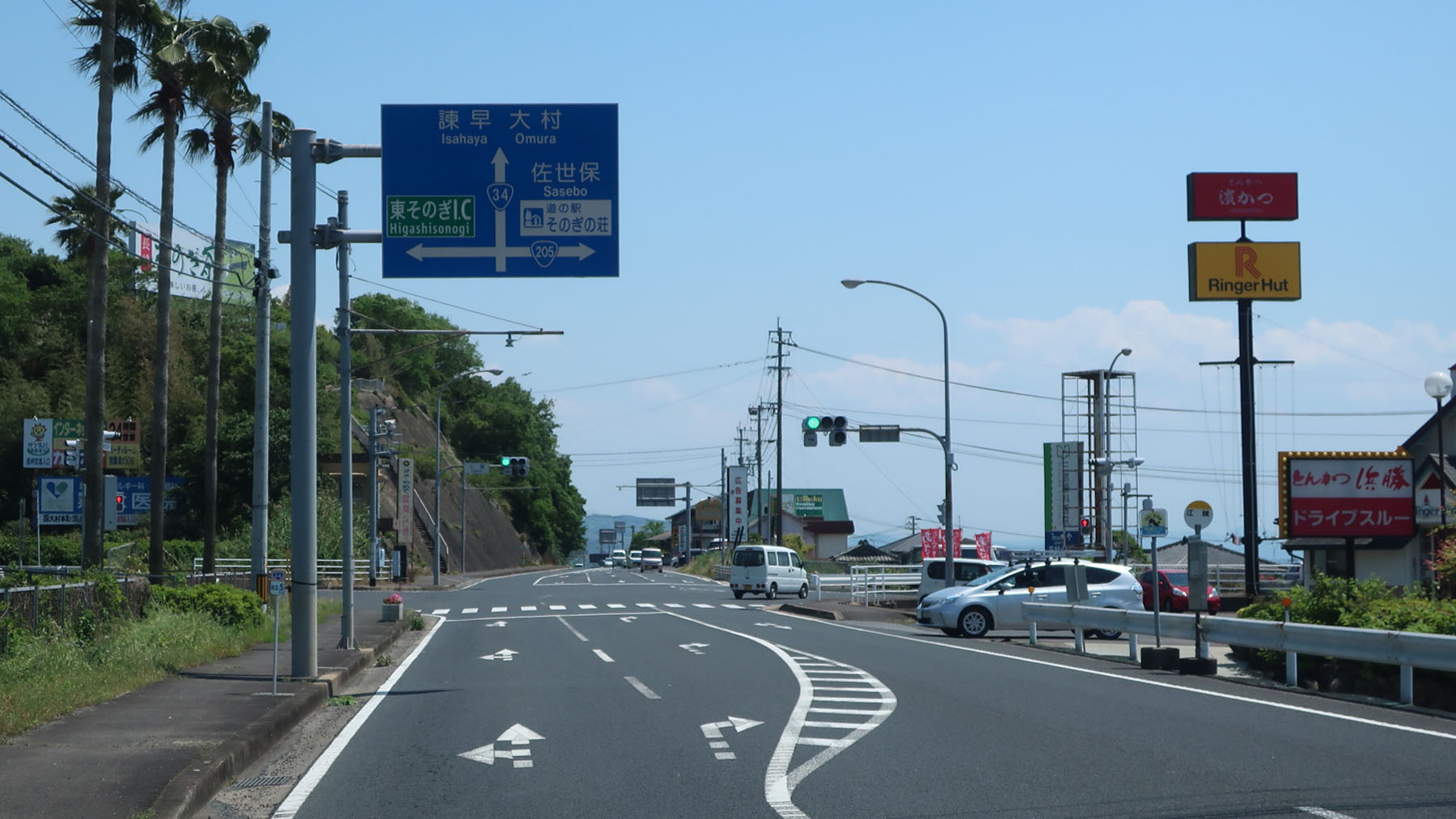
国道205号 終点
長崎県東彼杵郡東彼杵町
江頭交差点

国道205号（こくどう205ごう）は、長崎県佐世保市から東彼杵郡東彼杵町に至る一般国道である。

## 概要
起点の佐世保市から、早岐瀬戸沿いをしばらく通行した後、東彼杵郡川棚町付近からは、大村湾沿いを通りながら、終点の東彼杵郡東彼杵町に至る路線で、佐世保市の崎岡町交差点から、終点の江頭交差点まで、JR九州大村線と併走する。

### 路線データ
一般国道の路線を指定する政令に基づく起終点および重要な経過地は次のとおり。
- 起点：佐世保市（大塔I.C入口交差点 = 国道35号交点）
- 終点：長崎県東彼杵郡東彼杵町（江頭交差点 = 国道34号交点、長崎自動車道 東そのぎIC）
- 重要な経過地：なし
- 総延長 : 23.3 km[2][注釈 2]
- 重用延長 : なし[2][注釈 2]
- 未供用延長 : なし[2][注釈 2]
- 実延長 : 23.3 km[2][注釈 2]
  - 現道 : 23.3 km[2][注釈 2]
  - 旧道 : なし[2][注釈 2]
  - 新道 : なし[2][注釈 2]
- 指定区間：佐世保市大塔町6番1 - 長崎県東彼杵郡東彼杵町彼杵宿郷字江頭753番4（全線）[3]

## 歴史
- 1953年（昭和28年）5月18日 - 二級国道205号佐世保彼杵線（佐世保市 - 長崎県東彼杵郡彼杵町）として指定施行[4]。
- 1960年（昭和35年）6月20日 - 合併による町名変更により、二級国道205号佐世保東彼杵線（佐世保市 - 長崎県東彼杵郡東彼杵町）として指定施行[5]。
- 1965年（昭和40年）4月1日 - 道路法改正により一級・二級区分が廃止されて一般国道205号として指定施行[1]。

## 路線状況

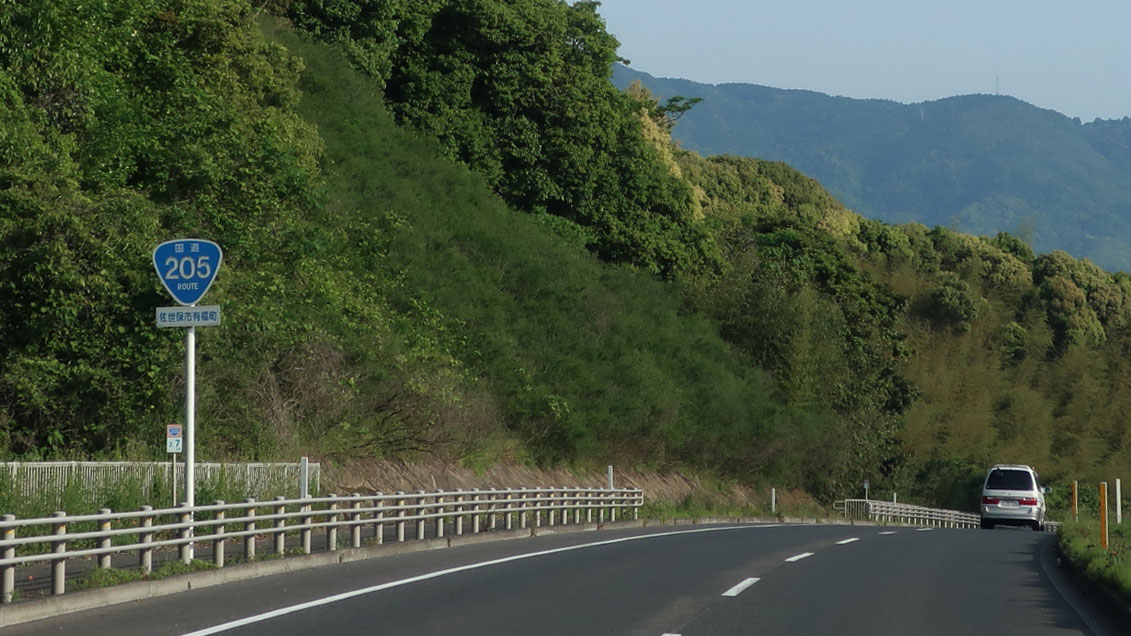
針尾バイパス
長崎県佐世保市有福町

### バイパス
- 針尾バイパス（佐世保市）

早岐地域は交通量が多く慢性的な渋滞に悩まされていたが、本道の開通で解消された。これにより早岐・広田地区の国道205号は長崎県道222号平瀬佐世保線（一部区間）と長崎県道248号崎岡町早岐線に格下げされた。また、これにより国道205号起点は早岐2丁目の田子の浦交差点だったのが大塔I.C入り口交差点に変更

### 道路施設

#### 橋梁
- 一ノ井橋（飯盛川、佐世保市）
- 早岐瀬戸大橋（早岐瀬戸、佐世保市）
- 下有福橋（佐世保市）
- 笹ノ谷橋（佐世保市）
- 新早岐瀬戸大橋（早岐瀬戸、佐世保市）
- 宮村橋（宮村川、佐世保市）
- 川棚大橋（川棚川、東彼杵郡川棚町）
- 小音琴橋（小音琴川、東彼杵郡東彼杵町）
- 彼杵大橋（彼杵川、東彼杵郡東彼杵町）

#### 道の駅
- 彼杵の荘（東彼杵郡東彼杵町）

## 地理

### 通過する自治体
- 長崎県
  - 佐世保市 - 東彼杵郡川棚町 - 東彼杵郡東彼杵町

### 交差する道路
| 交差する道路                                                           | 市町村名 | 市町村名 | 交差する場所 | 交差する場所                        |
| ---------------------------------------------------------------------- | -------- | -------- | ------------ | ----------------------------------- |
| 国道35号                                                               | 佐世保市 | 佐世保市 | 大塔町       | 大塔I.C入口交差点 / 起点            |
| E35 西九州自動車道                                                     | 佐世保市 | 佐世保市 | 大塔町       | 大塔ロータリー交差点 4 佐世保大塔IC |
| 国道202号                                                              | 佐世保市 | 佐世保市 | 指方町       | 江上交差点                          |
| 長崎県道213号南風崎停車場指方線 重複区間起点 長崎県道248号崎岡町早岐線 | 佐世保市 | 佐世保市 | 南風崎町     | ハウステンボス入口交差点            |
| 長崎県道213号南風崎停車場指方線 重複区間終点                           | 佐世保市 | 佐世保市 | 南風崎町     | 南風崎中央バス停交差点              |
| 長崎県道142号重尾長畑線                                                | 佐世保市 | 佐世保市 | 長畑町       | 長畑町交差点                        |
| 長崎県道234号大崎公園線                                                | 東彼杵郡 | 川棚町   | 白石郷       | 大崎公園交差点                      |
| 長崎県道・佐賀県道4号川棚有田線                                        | 東彼杵郡 | 川棚町   | 百津郷       | 川棚駅前交差点                      |
| 長崎県道137号彼杵停車場線                                              | 東彼杵郡 | 東彼杵町 | 蔵本郷       |                                     |
| 国道34号 E34 長崎自動車道                                              | 東彼杵郡 | 東彼杵町 | 彼杵宿郷     | 江頭交差点 / 終点 8 東そのぎIC      |

### 交差する鉄道
- 大村線

## ギャラリー

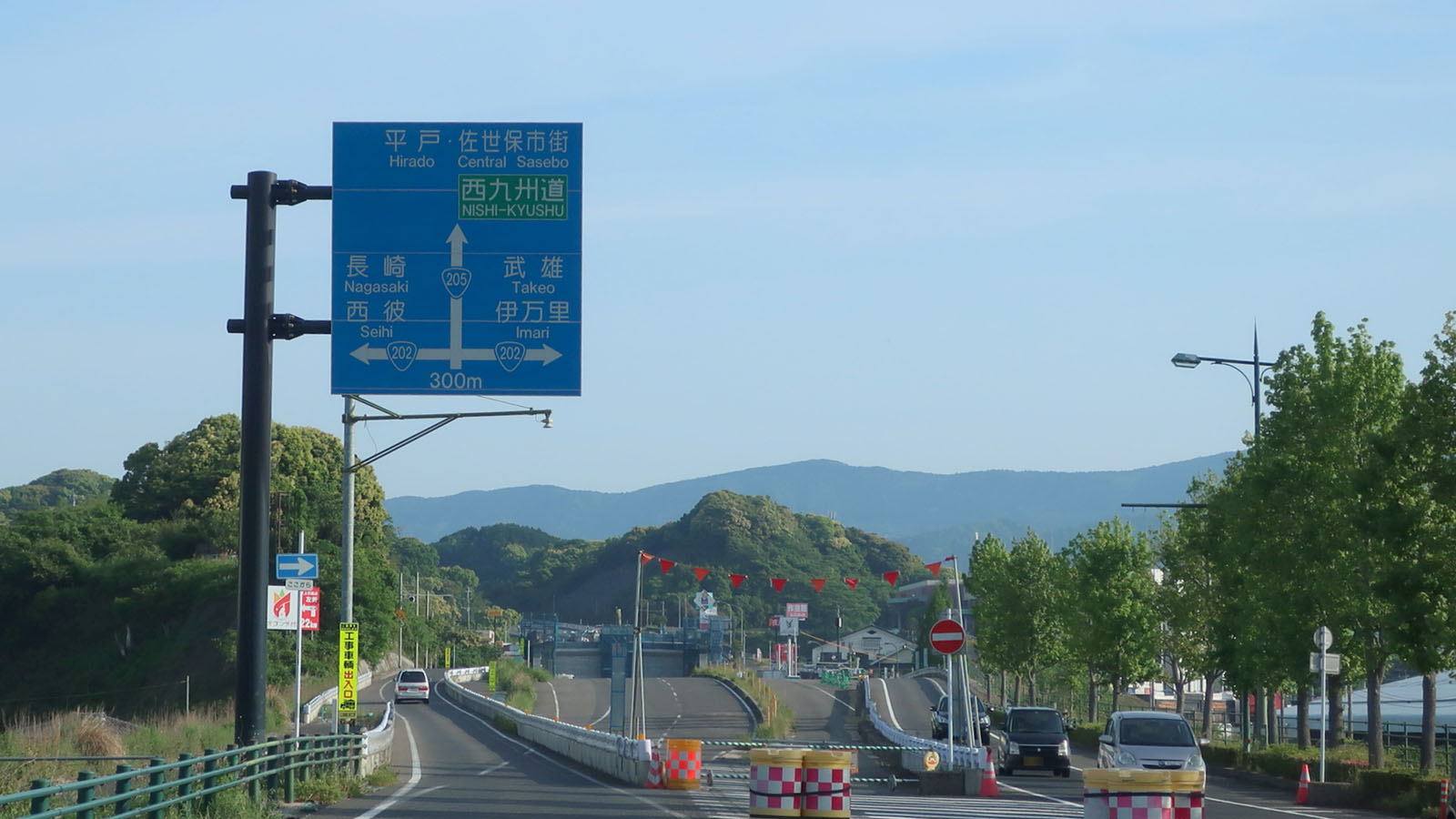
国道202号との交差 長崎県佐世保市指方町
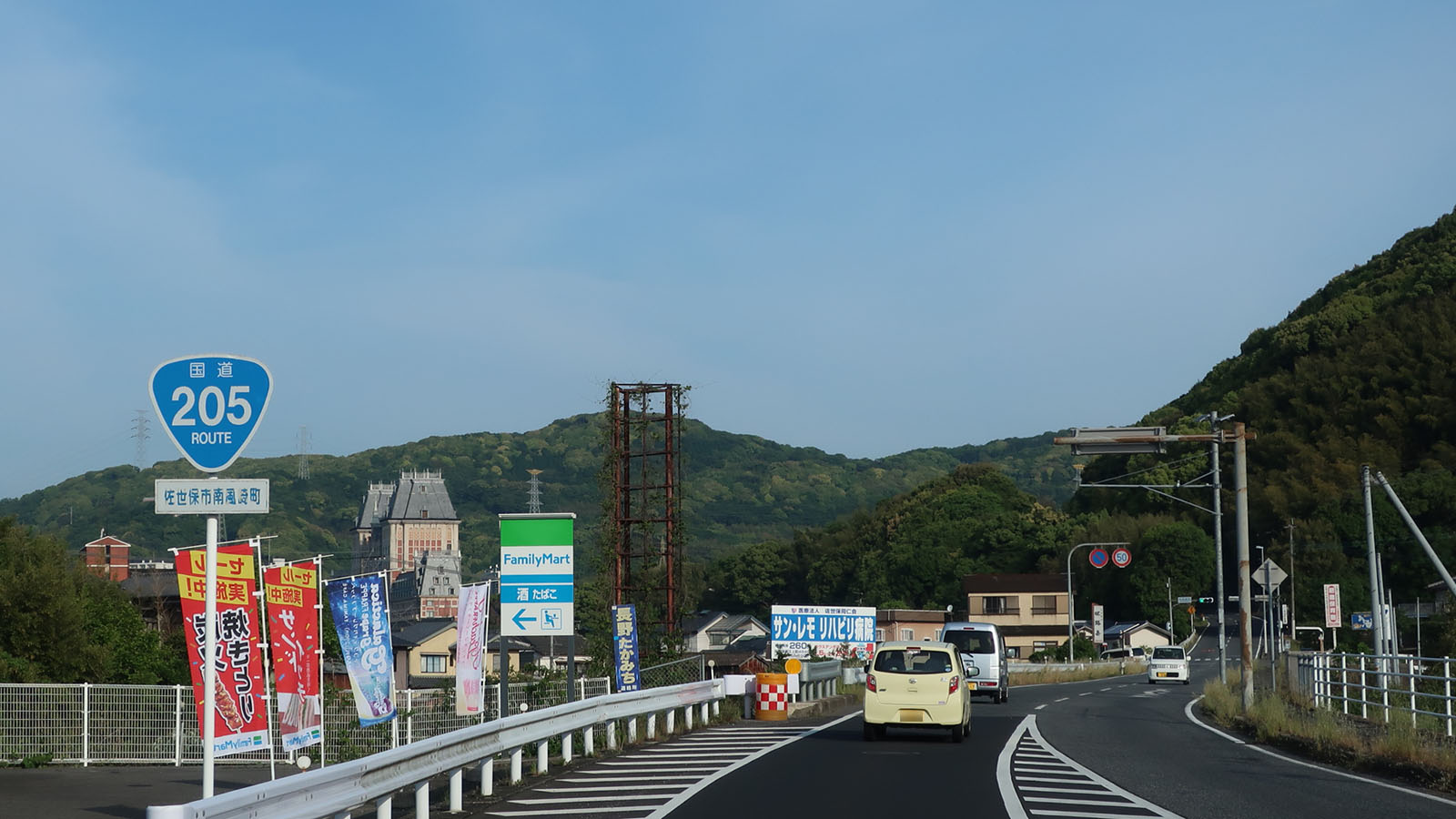
ハウステンボス付近 長崎県佐世保市南風崎町
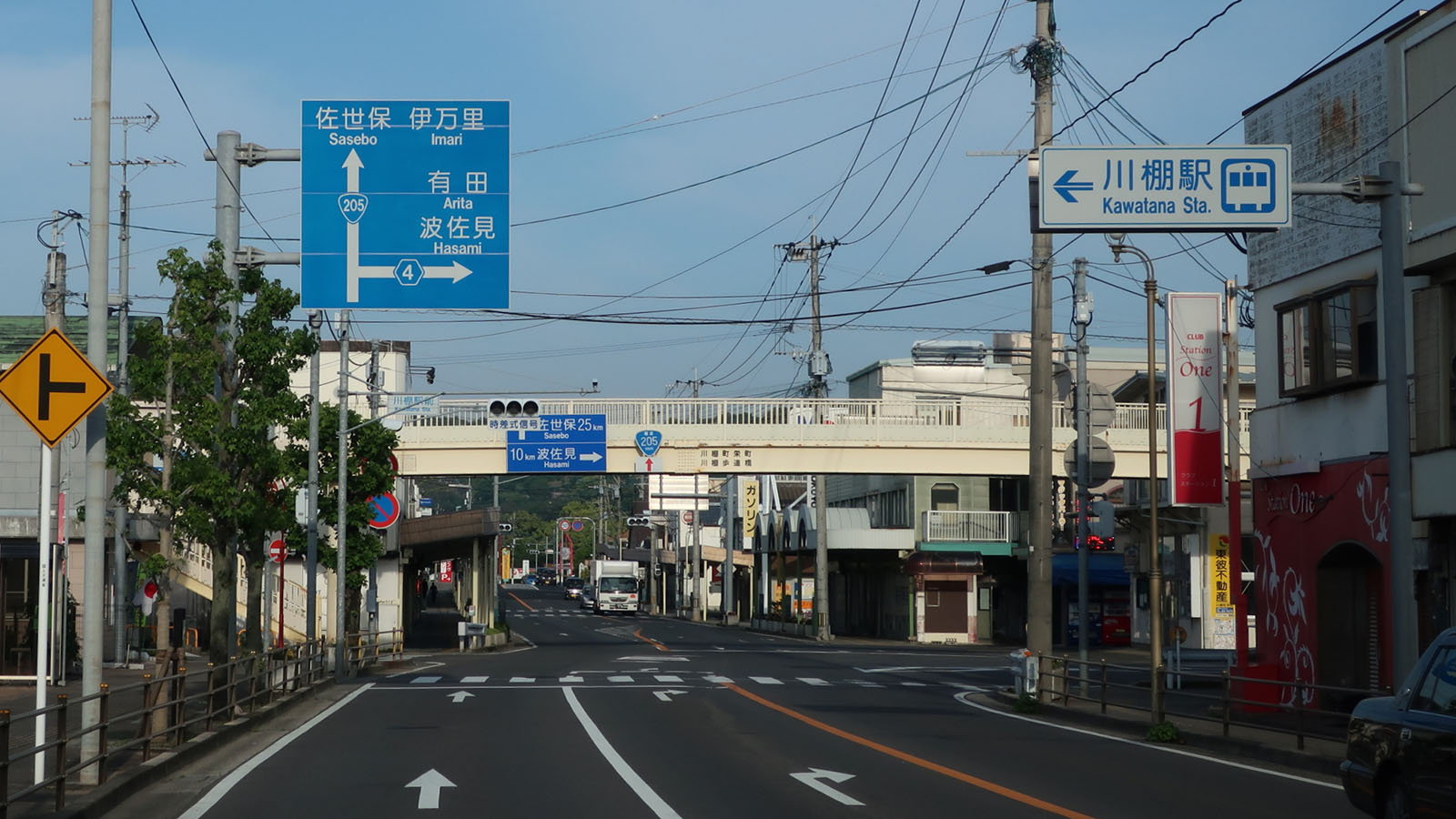
川棚駅付近 長崎県東彼杵郡川棚町
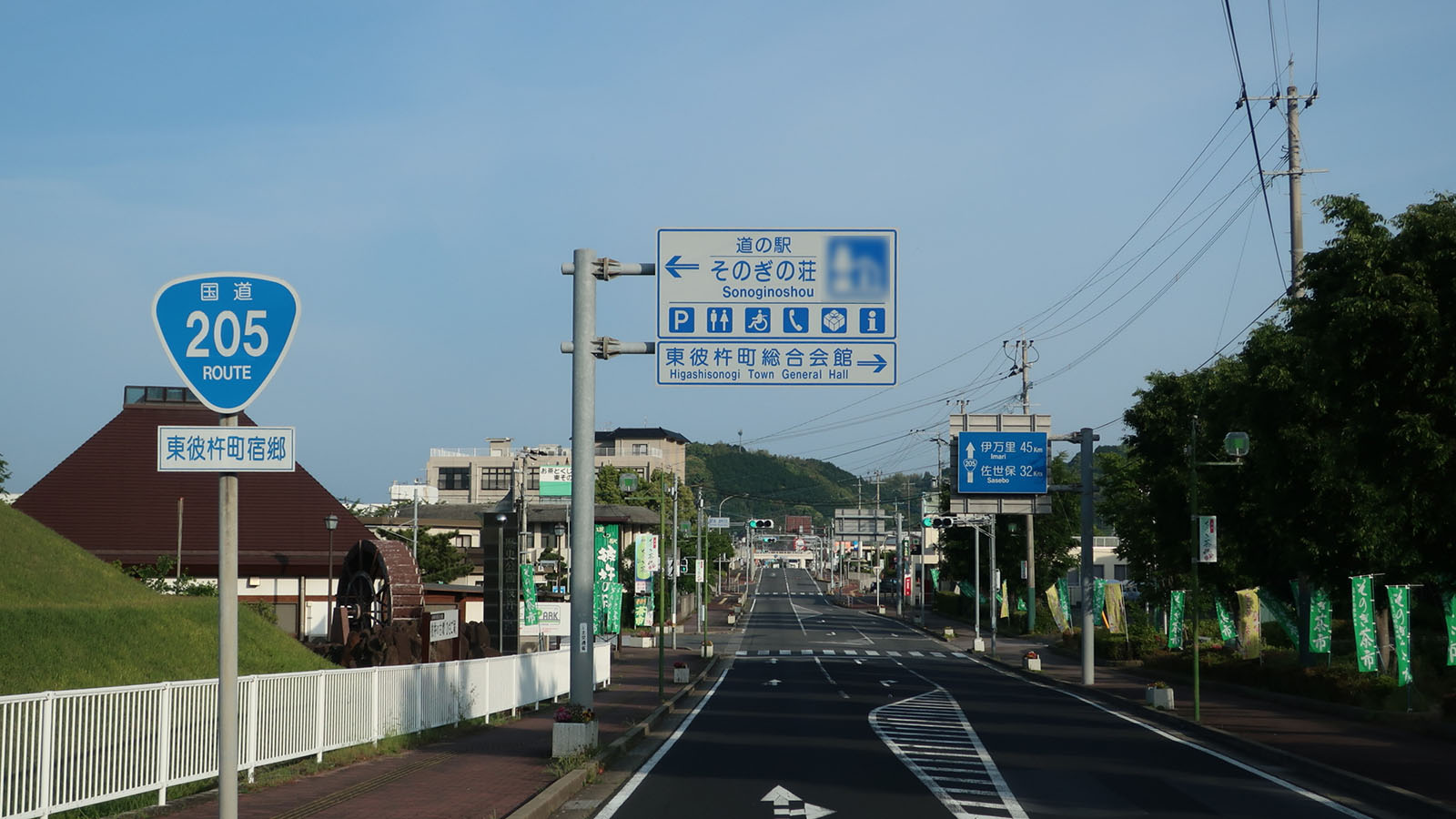
道の駅彼杵の荘付近 長崎県東彼杵郡東彼杵町